# Štitáre
Štitáre este o comună slovacă, aflată în districtul Nitra din regiunea Nitra. Localitatea se află la altitudinea de 244 m deasupra n.m., se întinde pe o suprafață de 7,49 km2 și în 2017 număra 920 de locuitori.

## Demografie
| An:                | 1994 | 2004 | 2014    | 2024    |
| ------------------ | ---- | ---- | ------- | ------- |
| Număr de persoane: | 0    | 619  | 797     | 1263    |
| Diferență:         |      | –    | +28,75% | +58,46% |

| An:                | 2023 | 2024   |
| ------------------ | ---- | ------ |
| Număr de persoane: | 1234 | 1263   |
| Diferență:         |      | +2,35% |